# Repola (företag)
Repola Oy var ett finländskt verkstads- och skogsindustriföretag mellan 1990 och 1995.
Repola Oy bildades 1990 genom en sammanslagning av Yhtyneet Paperitehtaat Oy, med dotterföretaget United Paper Mills (UPM), och Rauma-Repola Oy, och blev då Finlands största industriföretag. Varvsdelen fusionerades 1991 med F.W. Hollming Oy:s varv i Raumo till Finnyards Oy. 
Sunds Defibrator AB, tillverkare av defibreringsutrustning, ingick också i fusionen. Det var tidigare ett dotterbolag till SCA, Svenska Cellulosa Aktiebolaget. Sunds Defibrator hade 1987 förvärvat verkstadsföretagen Jylhävaara och Rauma Repola Pulping Engineering, och till följd av dessa affärer blivit delägt av UPM och av Rauma-Repola Oy. År 1991 sålde SCA sitt tredjedelsinnehav i Sunds Defibrator, varvid det blev ett helägt dotterföretag till  Repola Oy.
Repola Oy fusionerades 1996 med Kymmene Oy till UPM-Kymmene Oy. Repolas tidigare verkstadsindustrier, då inom UPM-Kymmenes dotterföretaget Rauma Oy, fusionerades 1999 med Valmet till Metso Oy och börsnoterades.